# Tupin-et-Semons
Tupin-et-Semons est une commune française, située dans le département du Rhône en région Auvergne-Rhône-Alpes.

## Géographie
La commune de Tupin-et-Semons est située dans l'aire urbaine de Vienne et dans son unité urbaine, à 12 km au sud de Vienne, entre Condrieu et Ampuis, dans la région des vignobles de Côte-rôtie. Elle se compose des localités de Tupin qui s'étend sur le bord du Rhône et Semons qui occupe le sommet de la colline qui domine le fleuve.

### Communes limitrophes
Les communes limitrophes sont Les Haies, Chonas-l'Amballan, Reventin-Vaugris, Ampuis et Condrieu.

### Risques naturels et technologiques
- Risque sismique.
- Risque nucléaire (centrale nucléaire de Saint-Alban à 8 km).
- Inondation.
- Rupture de barrage.
- Transport de marchandises dangereuses.

#### Évènements passés
- Inondations et coulées de boue : 1er au 4 décembre 2003 ; 10 juin 2000.
- Inondations, coulées de boue et glissements de terrain : 1er au 31 mai 1983 ; 1er au 30 avril 1983 ; 8 au 31 décembre 1982.

### Transports en commun
La commune est desservie par la ligne 134 du réseau de bus L'va.

### Climat
Pour des articles plus généraux, voir Climat d'Auvergne-Rhône-Alpes et Climat du Rhône.
En 2010, le climat de la commune est de type climat océanique altéré, selon une étude du Centre national de la recherche scientifique s'appuyant sur une série de données couvrant la période 1971-2000. En 2020, Météo-France publie une typologie des climats de la France métropolitaine dans laquelle la commune est dans une zone de transition entre le climat semi-continental et le climat de montagne et est dans la région climatique  Nord-est du Massif Central, caractérisée par une pluviométrie annuelle de 800 à 1 200 mm, bien répartie dans l’année. 
Pour la période 1971-2000, la température annuelle moyenne est de 12,2 °C, avec une amplitude thermique annuelle de 18 °C. Le cumul annuel moyen de précipitations est de 752 mm, avec 7,9 jours de précipitations en janvier et 5,8 jours en juillet. Pour la période 1991-2020, la température moyenne annuelle observée sur la station météorologique de Météo-France la plus proche, « Reventin », sur la commune de Reventin-Vaugris à 5 km à vol d'oiseau, est de 12,9 °C et le cumul annuel moyen de précipitations est de 775,7 mm,. Pour l'avenir, les paramètres climatiques de la commune estimés pour 2050 selon différents scénarios d'émission de gaz à effet de serre sont consultables sur un site dédié publié par Météo-France en novembre 2022.

## Urbanisme

### Typologie
Au 1er janvier 2024, Tupin-et-Semons est catégorisée commune rurale à habitat dispersé, selon la nouvelle grille communale de densité à sept niveaux définie par l'Insee en 2022.
Elle appartient à l'unité urbaine de Vienne, une agglomération inter-départementale regroupant 25  communes, dont elle est une commune de la banlieue,,. Par ailleurs la commune fait partie de l'aire d'attraction de Lyon, dont elle est une commune de la couronne,. Cette aire, qui regroupe 397 communes, est catégorisée dans les aires de 700 000 habitants ou plus (hors Paris),.

### Occupation des sols
L'occupation des sols de la commune, telle qu'elle ressort de la base de données européenne d’occupation biophysique des sols Corine Land Cover (CLC), est marquée par l'importance des territoires agricoles (72,8 % en 2018), une proportion sensiblement équivalente à celle de 1990 (72,5 %). La répartition détaillée en 2018 est la suivante : 
zones agricoles hétérogènes (46,8 %), forêts (24,4 %), terres arables (12,7 %), cultures permanentes (11,2 %), eaux continentales (2,8 %), prairies (2,1 %). L'évolution de l’occupation des sols de la commune et de ses infrastructures peut être observée sur les différentes représentations cartographiques du territoire : la carte de Cassini (XVIIIe siècle), la carte d'état-major (1820-1866) et les cartes ou photos aériennes de l'IGN pour la période actuelle (1950 à aujourd'hui).

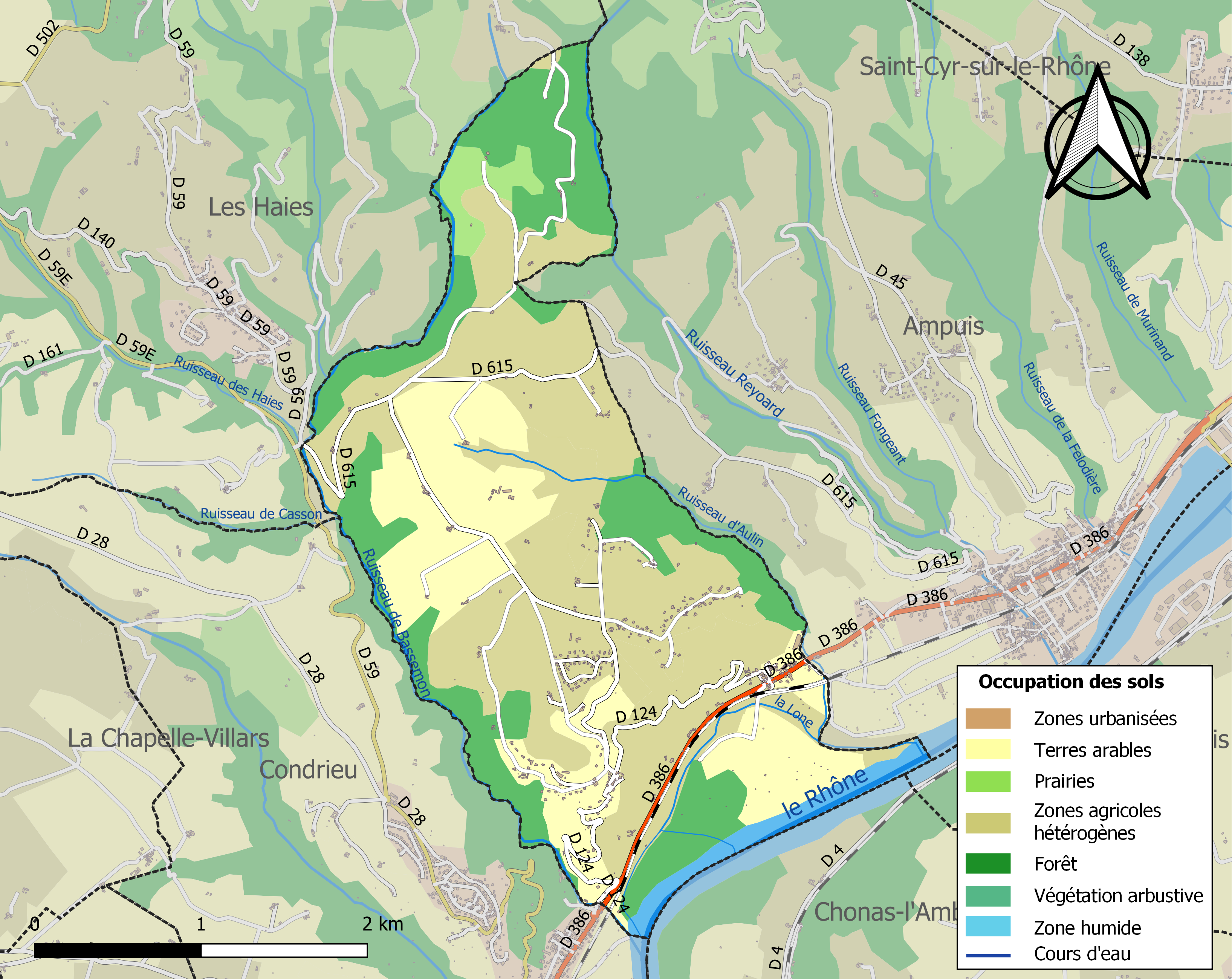
Carte des infrastructures et de l'occupation des sols de la commune en 2018 (CLC).

## Politique et administration
| Période                                  | Période      | Identité           | Étiquette | Qualité |
| ---------------------------------------- | ------------ | ------------------ | --------- | ------- |
| mars 2008                                | 15 Mars 2020 | Pascal Gerin       |           |         |
| 2001                                     | 2008         | Marie-Claude Royet |           |         |
| Les données manquantes sont à compléter. |              |                    |           |         |

## Démographie
L'évolution du nombre d'habitants est connue à travers les recensements de la population effectués dans la commune depuis 1793. Pour les communes de moins de 10 000 habitants, une enquête de recensement portant sur toute la population est réalisée tous les cinq ans, les populations de référence des années intermédiaires étant quant à elles estimées par interpolation ou extrapolation. Pour la commune, le premier recensement exhaustif entrant dans le cadre du nouveau dispositif a été réalisé en 2008.

En 2022, la commune comptait 650 habitants, en évolution de +5,35 % par rapport à 2016 (Rhône : +3,93 %, France hors Mayotte : +2,11 %).
| 1793 | 1800 | 1806 | 1821 | 1831 | 1836 | 1841 | 1846 | 1851 |
| ---- | ---- | ---- | ---- | ---- | ---- | ---- | ---- | ---- |
| 343  | 386  | 358  | 362  | 362  | 381  | 385  | 411  | 418  |

| 1856 | 1861 | 1866 | 1872 | 1876 | 1881 | 1886 | 1891 | 1896 |
| ---- | ---- | ---- | ---- | ---- | ---- | ---- | ---- | ---- |
| 402  | 400  | 385  | 368  | 390  | 389  | 353  | 368  | 359  |

| 1901 | 1906 | 1911 | 1921 | 1926 | 1931 | 1936 | 1946 | 1954 |
| ---- | ---- | ---- | ---- | ---- | ---- | ---- | ---- | ---- |
| 349  | 332  | 302  | 306  | 305  | 285  | 300  | 289  | 285  |

| 1962 | 1968 | 1975 | 1982 | 1990 | 1999 | 2006 | 2008 | 2013 |
| ---- | ---- | ---- | ---- | ---- | ---- | ---- | ---- | ---- |
| 244  | 248  | 272  | 327  | 398  | 441  | 581  | 621  | 615  |

| 2018 | 2022 | - | - | - | - | - | - | - |
| ---- | ---- | - | - | - | - | - | - | - |
| 617  | 650  | - | - | - | - | - | - | - |

## Lieux et monuments
- Île du Beurre

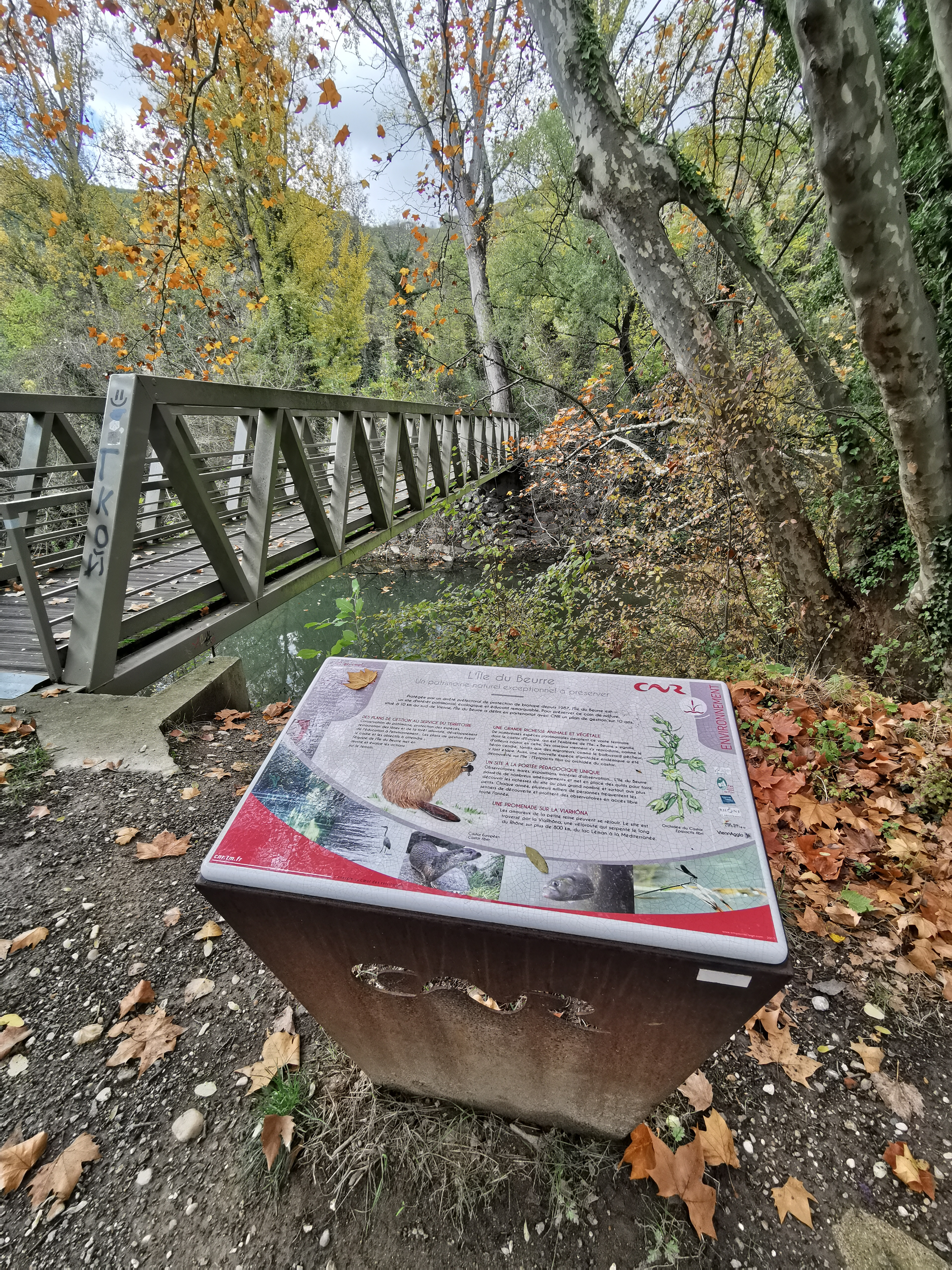
Île du Beurre (Castor)

- Église de la Nativité-de-Notre-Dame de Semons qui dépend de la paroisse Bienheureux Frédéric Ozanam au Pays de Condrieu de l'archidiocèse de Lyon[17]

## Galerie de photos

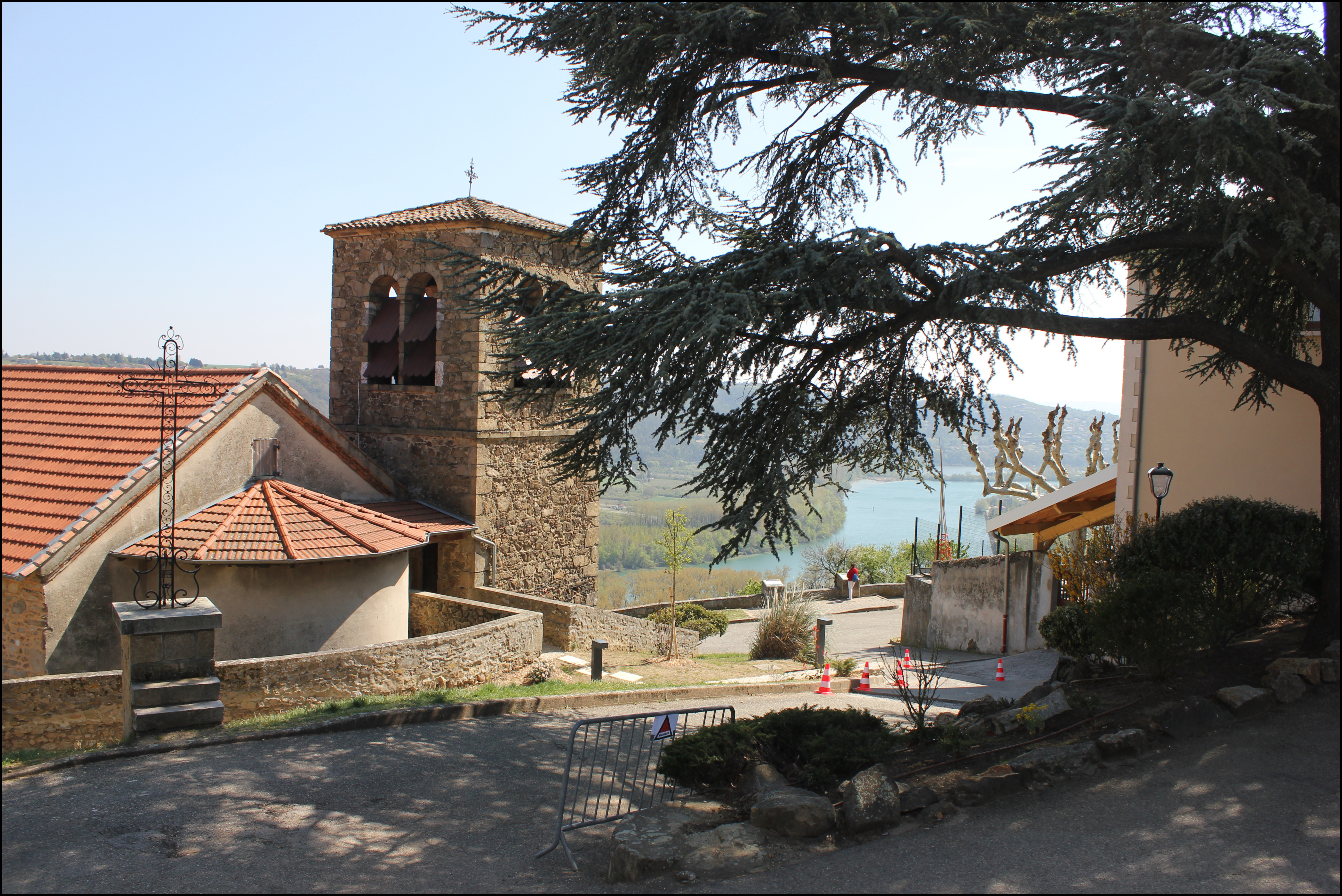
Vue sur l'église de Semons.
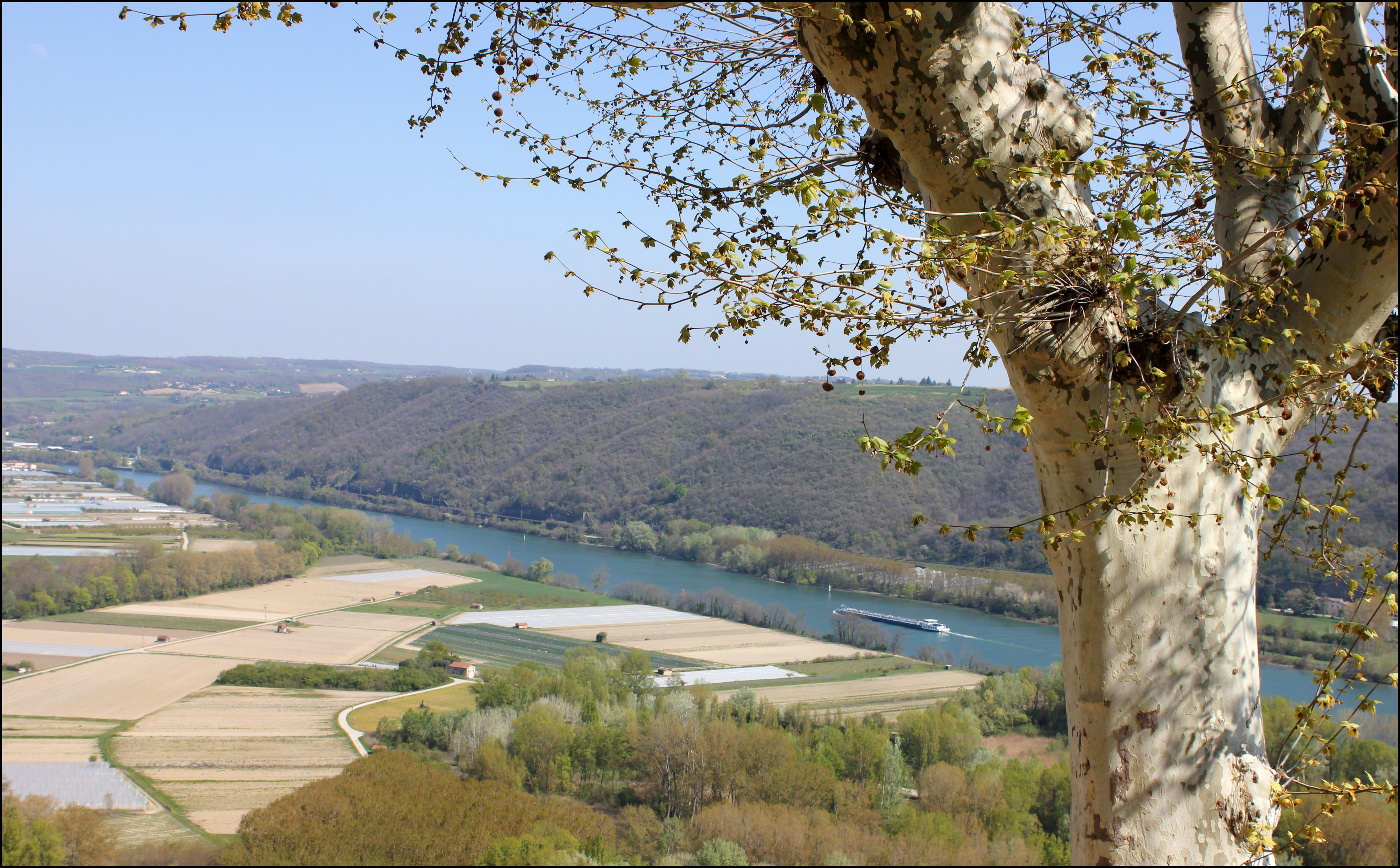
Vue sur le Rhône depuis le belvédère de Semons.